# 名古屋市指定文化財一覧
名古屋市指定文化財一覧（なごやししていぶんかざいいちらん）は、愛知県名古屋市指定の文化財を一覧化したものである。

## 有形文化財
| 種別     | 名称                                           | 員数                                                                                                 | 時代                                               | 所有者又は管理者     | 指定年月日                 | 備考                                                          |
| -------- | ---------------------------------------------- | --- | -------------------------------------------------- | -------------------- | -------------------------- | ------------------------------------------------------------- |
| 建造物   | 宗円寺宝篋印塔                                 | 1基                                                                                                  | 室町初期（応安3年、1371年）                        | 宗円寺               | 1973年（昭和48年）10月15日 |                                                               |
| 建造物   | 宝生院開山塔                                   | 1基                                                                                                  | 室町初期（正平9年、1354年）                        | 宝生院               | 1973年（昭和48年）10月15日 |                                                               |
| 建造物   | 宝生院中興開山印雅上人逆修塔                   | 1基                                                                                                  | 江戸初期（寛永14年、1637年）                       | 宝生院               | 1973年（昭和48年）10月15日 |                                                               |
| 建造物   | 光音寺無縫塔                                   | 1基                                                                                                  | 南北朝時代から室町時代                             | 光音寺               | 1973年（昭和48年）10月15日 |                                                               |
| 建造物   | 薬草倉                                         | 1棟                                                                                                  | 江戸時代                                           | 名古屋市             | 1973年（昭和48年）10月15日 |                                                               |
| 建造物   | 須弥壇                                         | 1具                                                                                                  | 江戸中期（天明年間）                               | 龍潭寺               | 1978年（昭和53年）12月13日 |                                                               |
| 建造物   | 建中寺総門・三門・鐘楼・御成門                 | 4棟                                                                                                  | 江戸時代                                           | 建中寺               | 1985年（昭和60年）4月23日  |                                                               |
| 建造物   | 建中寺本堂・経蔵（附棟札1枚）                  | 2棟                                                                                                  | 本堂 江戸中期（天明7年） 経蔵 江戸後期（文政11年） | 建中寺               | 1999年（平成11年）4月20日  |                                                               |
| 建造物   | 鶴舞公園噴水塔                                 | 1基                                                                                                  | 1910年（明治43年）                                 | 名古屋市             | 1986年（昭和61年）5月27日  | 鈴木禎次作                                                    |
| 建造物   | 鶴舞公園普選壇                                 | 1基                                                                                                  | 1928年（昭和3年）                                  | 名古屋市             | 1986年（昭和61年）5月27日  | 佐藤功一作                                                    |
| 建造物   | 松重閘門                                       | 1式                                                                                                  | 1930年（昭和5年）                                  | 名古屋市             | 1986年（昭和61年）5月27日  |                                                               |
| 建造物   | 勝鬘寺                                         | 3棟                                                                                                  | 江戸時代                                           | 勝鬘寺               | 1986年（昭和61年）5月27日  |                                                               |
| 建造物   | 井元家住宅                                     | 5棟                                                                                                  | 大正15年から昭和2年                                | 名古屋市             | 1996年（平成8年）4月18日   |                                                               |
| 建造物   | 富部神社祭文殿及び廻廊                         | 3棟                                                                                                  | 近世後期                                           | 富部神社             | 1996年（平成8年）8月21日   |                                                               |
| 建造物   | 日泰寺大書院鳳凰台                             | 1棟                                                                                                  | 1926年（大正15年）                                 | 日泰寺               | 1999年（平成11年）4月20日  |                                                               |
| 建造物   | 建中寺開山堂（附棟札1枚） 源正公（徳川光友）廟 | 3棟 1基                                                                                              | 江戸中期（天明6年） 江戸初期（元禄14年）           | 建中寺               | 2000年（平成12年）4月19日  |                                                               |
| 建造物   | 揚輝荘                                         | 5棟                                                                                                  | 大正7年から昭和12年                                | 名古屋市             | 2008年（平成20年）5月26日  |                                                               |
| 建造物   | 鍋屋上野浄水場旧第1ポンプ所                    | 1棟                                                                                                  | 大正3年                                            | 名古屋市             | 2012年（平成24年）9月6日   |                                                               |
| 建造物   | 東山配水場旧計量室                             | 1棟                                                                                                  | 大正3年                                            | 名古屋市             | 2012年（平成24年）9月6日   |                                                               |
| 絵画     | 紙本墨画徳川義直画賛顔回像                     | 1幅                                                                                                  | 江戸初期                                           | 大林寺               | 1973年（昭和48年）10月15日 |                                                               |
| 絵画     | 絹本彩画滝川忠征像                             | 1幅                                                                                                  | 江戸初期                                           | 大林寺               | 1973年（昭和48年）10月15日 |                                                               |
| 絵画     | 絹本著色松平忠吉像                             | 1幅                                                                                                  | 江戸初期                                           | 性高院               | 1988年（昭和58年）4月27日  |                                                               |
| 絵画     | 絹本著色地蔵菩薩像                             | 1幅                                                                                                  | 南北朝時代                                         | 地蔵寺               | 1985年（昭和60年）8月20日  |                                                               |
| 絵画     | 絹本著色尊勝種子曼荼羅図                       | 1幅                                                                                                  | 室町時代                                           | 護国院               | 1996年（平成8年）4月18日   |                                                               |
| 絵画     | 絹本著色仏眼曼荼羅図                           | 1幅                                                                                                  | 室町時代                                           | 護国院               | 1996年（平成8年）4月18日   |                                                               |
| 絵画     | 紙本著色渡唐天神像                             | 1幅                                                                                                  | 室町時代                                           | 総見寺               | 1999年（平成11年）4月20日  |                                                               |
| 絵画     | 梨木禽鳥図屏風                                 | 2曲1双                                                                                               | 17世紀後半                                         | 興正寺               | 2010年（平成22年）4月23日  | 京狩野派の作品                                                |
| 絵画     | 唐人物図屏風                                   | 6曲1双                                                                                               | 17世紀後半                                         | 興正寺               | 2010年（平成22年）4月23日  | 京狩野派の作品                                                |
| 彫刻     | 木造十一面観世音菩薩立像                       | 1幅                                                                                                  | 平安末期                                           | 成願寺               | 1973年（昭和48年）2月1日   |                                                               |
| 彫刻     | 木造如来仏頭                                   | 1個                                                                                                  | 平安末期                                           | 龍潭寺               | 1978年（昭和53年）12月13日 |                                                               |
| 彫刻     | 木造観音菩薩立像                               | 1躯                                                                                                  | 平安時代10世紀                                     | 興正寺               | 2006年（平成18年）5月22日  |                                                               |
| 彫刻     | 銅造大日如来坐像（総本尊）                     | 1躯                                                                                                  | 江戸時代前期                                       | 興正寺               | 2010年（平成22年）4月23日  |                                                               |
| 彫刻     | 銅造大日如来坐像                               | 1躯                                                                                                  | 江戸時代前期                                       | 興正寺               | 2010年（平成22年）4月23日  |                                                               |
| 工芸     | 和鏡                                           | 2面                                                                                                  | 平安末期、鎌倉末期                                 | 洲崎神社             | 1973年（昭和48年）10月15日 |                                                               |
| 工芸     | 擬宝珠（旧裁断橋所用）                         | 4基                                                                                                  | 江戸初期                                           | 名古屋市             | 1973年（昭和48年）10月15日 |                                                               |
| 工芸     | 瀬戸、鉄釉狛犬                                 | 1個                                                                                                  | 室町末期                                           | 伊勝八幡宮           | 1982年（昭和57年）9月8日   |                                                               |
| 工芸     | 梵鐘                                           | 1口                                                                                                  | 江戸初期                                           | 性高院               | 1983年（昭和58年）4月27日  |                                                               |
| 工芸     | 刺繍涅槃図                                     | 1幅                                                                                                  | 江戸後期                                           | 願王寺               | 1987年（昭和62年）1月27日  |                                                               |
| 工芸     | 刺繍涅槃図                                     | 1幅                                                                                                  | 江戸初期                                           | 光明院               | 1988年（昭和63年）4月20日  |                                                               |
| 工芸     | 刺繍涅槃図                                     | 1幅                                                                                                  | 江戸（寛文13年）                                   | 栄国寺               | 1997年（平成9年）11月1日   |                                                               |
| 工芸     | 真宗大谷派名古屋別院梵鐘                       | 1口                                                                                                  | 江戸前期（元禄5年）                                | 真宗大谷派名古屋別院 | 2004年（平成16年）4月21日  |                                                               |
| 工芸     | 黒漆葵紋瓜蒔絵懸盤・椀                         | 本膳、二の膳、三の膳（各1客）一の椀飯椀、二の椀汁椀（各1口）三の椀、四の椀、壷椀（各1口）平椀（5口） | 慶長12年以前                                       | 性高院               | 2004年（平成16年）4月21日  |                                                               |
| 考古資料 | 大須二子山古墳出土品                           | 29件                                                                                                 | 6世紀前葉                                          | 学校法人南山学園     | 2009年（平成21年）9月2日   |                                                               |
| 考古資料 | 大須二子山古墳出土品                           | 6件                                                                                                  | 6世紀前葉                                          | 名古屋市             | 2009年（平成21年）9月2日   |                                                               |
| 歴史資料 | 横井也有関係資料                               | 90件（128点）                                                                                        | 江戸中期                                           | 名古屋市             | 1985年（昭和60年）4月23日  |                                                               |
| 歴史資料 | 伊藤圭介関係資料                               | 1626点                                                                                               |                                                    | 名古屋市             | 1995年（昭和7年）3月22日   | 2002年4月17日に300点を追加指定 2009年5月18日に309点を追加指定 |
| 歴史資料 | 兼松家資料                                     | 40件（40点）                                                                                         | 室町後期 - 江戸中期                                | 名古屋市             | 2010年（平成22年）9月2日   |                                                               |
| 歴史資料 | 近江木下家資料                                 | 37件（39点）                                                                                         | 安土 - 江戸後期                                    | 名古屋市             | 2010年（平成22年）9月2日   |                                                               |

## 無形文化財
| 種別 | 名称       | 員数 | 時代     | 所有者又は管理者 | 指定年月日                | 備考 |
| ---- | ---------- | ---- | -------- | ---------------- | ------------------------- | ---- |
| 芸能 | 催馬楽桜人 | 総合 |          | 催馬楽桜人保存会 | 1974年（昭和49年）11月1日 |      |
| 芸能 | 志野流香道 | 総合 | 室町中期 | 志野流香道松隠会 | 1988年（昭和33年）7月13日 |      |

## 有形民俗文化財
| 名称                       | 員数 | 時代                         | 所有者又は管理者                   | 指定年月日                 | 備考                                    |
| -------------------------- | ---- | ---------------------------- | ---------------------------------- | -------------------------- | --------------------------------------- |
| 戸部の車楽「高砂車」       | 1両  |                              | 富部神社                           | 1973年（昭和48年）2月1日   | 2014年3月31日、高砂車山車より名称を変更 |
| 観聴寺月待碑               | 3基  | 江戸初期（文禄、寛永、正保） | 観聴寺                             | 1973年（昭和48年）2月1日   |                                         |
| 高針北島大鳥毛馬標及馬具   | 1式  | 江戸末期                     | 高針北島大鳥毛馬標及馬具保存会     | 1973年（昭和48年）2月1日   |                                         |
| 高針東古谷大鳥毛馬標及馬具 | 1式  | 江戸末期                     | 高針東古谷大鳥毛馬標及馬具保存会   | 1973年（昭和48年）2月1日   |                                         |
| 高針西古谷大鳥毛馬標及馬具 | 1式  | 江戸末期                     | 高針西古谷大鳥毛馬標及馬具保存会   | 1973年（昭和48年）2月1日   |                                         |
| 高針前山大鳥毛馬標及馬具   | 1式  | 江戸末期                     | 高針前山大鳥毛馬標及馬具保存会     | 1973年（昭和48年）2月1日   |                                         |
| 高針西山大鳥毛馬標及馬具   | 1式  | 江戸末期                     | 高針西山大鳥毛馬標及馬具保存会     | 1973年（昭和48年）2月1日   |                                         |
| 高針新屋敷大鳥毛馬標及馬具 | 1式  | 江戸末期                     | 高針新屋敷大鳥毛馬標及馬具保存会   | 1973年（昭和48年）2月1日   |                                         |
| 一社大鳥毛馬標及馬具       | 1式  | 江戸末期                     | 一社大鳥毛馬標及馬具保存会         | 1973年（昭和48年）10月15日 |                                         |
| 荒子大中脇屋敷馬標及馬道具 | 1式  | 江戸末期                     | 荒子大中脇屋敷馬標及び馬道具保存会 | 1973年（昭和48年）10月15日 |                                         |
| 荒子西の畑屋敷馬標及馬道具 | 1式  | 江戸末期                     | 名古屋市                           | 1973年（昭和48年）10月15日 |                                         |
| 荒子西屋敷馬標及馬道具     | 1式  | 江戸末期                     | 名古屋市                           | 1973年（昭和48年）10月15日 |                                         |
| 十王像                     | 14体 |                              | 十王講                             | 1978年（昭和53年）4月27日  |                                         |
| 六地蔵石仏                 | 1基  | 室町末期                     | 安栄寺                             | 1978年（昭和53年）4月27日  |                                         |
| 長久寺庚申塔               | 1基  | 江戸初期（寛文8年、1668年）  | 長久寺                             | 1978年（昭和53年）4月27日  |                                         |
| 双体地蔵石碑               | 1基  | 江戸初期                     | 性高院                             | 1978年（昭和53年）4月27日  |                                         |
| 十七夜待供養碑             | 1基  | 桃山（天正17年、1589年）     | 塩田自治会                         | 1988年（昭和54年）7月13日  |                                         |

## 無形民俗文化財
| 名称                                                     | 時代 | 所有者又は管理者                                 | 指定年月日                 | 備考                                              |
| -------------------------------------------------------- | --- | ------------------------------------------------ | -------------------------- | ------------------------------------------------- |
| 名古屋港筏師一本乗り                                     | | 名古屋港湾福利厚生協会                           | 1973年（昭和48年）2月1日   |                                                   |
| 七所社「きねこさ祭」                                     | | きねこさ祭保存会                                 | 1973年（昭和48年）2月1日   |                                                   |
| 中根町「見当流棒の手」                                   | 江戸時代 | 中根東八幡社見当流棒の手保存会                   | 1973年（昭和48年）10月15日 |                                                   |
| 鍋屋上野町「源氏天流棒の手」                             | 江戸時代 | 鍋屋上野町源氏天流棒の手保存会                   | 1973年（昭和48年）10月15日 |                                                   |
| 善進町「真影流棒の手」                                   | 江戸時代 | 善進町真影流棒の手保存会                         | 1973年（昭和48年）10月15日 |                                                   |
| 猪高町「鷹羽検藤流棒の手」                               | 江戸時代 | 猪高町鷹羽検藤流棒の手保存会                     | 1973年（昭和48年）10月15日 |                                                   |
| 平針「木遣り音頭」                                       | | 平針木遣り音頭保存会                             | 1974年（昭和49年）11月1日  |                                                   |
| 高針棒の手                                               | 江戸時代 | 高針棒の手保存会連合会                           | 1996年（平成8年）4月18日   |                                                   |
| 筒井町天王祭の山車行事と神皇車                           | 祭り：江戸後期（天保年間1830年から1844年）より 山車：江戸後期                                                               | 神皇車保存会                                     | 1973年（昭和48年）2月1日   | 2014年3月31日、有形民俗文化財から切り替え         |
| 筒井町天王祭の山車行事と湯取車                           | 祭り：江戸中頃より 山車：万治元年、1658年                                                                                   | 湯取車保存会                                     | 1973年（昭和48年）2月1日   | 2014年3月31日、有形民俗文化財から切り替え         |
| 花車神明社祭の山車行事と二福神車                         | 祭り：江戸時代より 山車：江戸後期建造                                                                                       | 下花車二福神車保存会                             | 1973年（昭和48年）2月1日   | 2014年3月31日、有形民俗文化財から切り替え         |
| 花車神明社祭の山車行事と唐子車                           | 祭り：江戸時代より 山車：江戸後期（天保12年、1841年）建造                                                                   | 内屋敷唐子車保存会                               | 1973年（昭和48年）2月1日   | 2014年3月31日、有形民俗文化財から切り替え         |
| 花車神明社祭の山車行事と紅葉狩車                         | 祭り：江戸時代より 山車：江戸後期（文政年間、1818年から1830年）建造                                                         | 紅葉狩車保存会                                   | 1973年（昭和48年）2月1日   | 2014年3月31日、有形民俗文化財から切り替え         |
| 出来町天王祭の山車行事と鹿子神車                         | 祭り：江戸時代より 山車：江戸時代建造                                                                                       | 西之切奉賛会                                     | 1973年（昭和48年）2月1日   | 2014年3月31日、有形民俗文化財から切り替え         |
| 出来町天王祭の山車行事と河水車                           | 祭り：江戸時代より 山車：江戸後期（文政11年、1828年）建造                                                                   | 中之切奉賛会                                     | 1974年（昭和49年）11月1日  | 2014年3月31日、有形民俗文化財から切り替え         |
| 出来町天王祭の山車行事                                   | 江戸時代より | 古出来町お祭囃子保存会                           | 1974年（昭和49年）11月1日  | 2014年3月31日、古出来町「お祭囃子」から名称を変更 |
| 若宮祭りの山車行事と福禄寿車                             | 祭り：寛文11年、1671年より 山車：江戸初期（延宝4年、1676年）より伝わる                                                      | 若宮八幡社福禄寿車山車保存会                     | 1973年（昭和48年）2月1日   | 2014年3月31日、有形民俗文化財から切り替え         |
| 牛立天王祭の山車行事と牛頭天王車                         | 祭り：江戸時代より 山車：江戸後期（天保7年頃、1836年）建造                                                                  | 牛頭天王車山車保存会                             | 1973年（昭和48年）2月1日   | 2014年3月31日、有形民俗文化財から切り替え         |
| 有松祭りの山車行事と布袋車                               | 祭り：江戸後期より 山車：江戸初期（延宝3年、1675年）より伝わる                                                              | 有松天満社文嶺講                                 | 1973年（昭和48年）2月1日   | 2014年3月31日、有形民俗文化財から切り替え         |
| 有松祭りの山車行事と唐子車                               | 祭り：江戸後期より 山車：江戸後期（天保年間、1830年から1844年（伝承）、弘化4年・1847年頃まで）に建造                        | 有松天満社文嶺講                                 | 1973年（昭和48年）2月1日   | 2014年3月31日、有形民俗文化財から切り替え         |
| 有松祭りの山車行事と神功皇后車                           | 祭り：江戸後期より 山車：明治6年、1873年建造                                                                                | 有松天満社文嶺講                                 | 1973年（昭和48年）2月1日   | 2014年3月31日、有形民俗文化財から切り替え         |
| 比良祭りの山車行事と二福神車                             | 祭り：江戸初期（明暦年間、1655年から1658年以降） 山車：江戸末期（文政6年・1823年から文政9年・1826年）建造                   | 二福神車山車保存会                               | 1973年（昭和48年）2月1日   | 2014年3月31日、有形民俗文化財から切り替え         |
| 比良祭りの山車行事と湯取神子車                           | 祭り：江戸初期（明暦年間、1655年から1658年以降） 山車：江戸後期（文政5年・1822年から天保2年、1831年）建造                   | 湯取神子車山車保存会                             | 1973年（昭和48年）2月1日   | 2014年3月31日、有形民俗文化財から切り替え         |
| 戸田祭りの山車行事と白山社山車                           | 祭り：江戸中期（元禄15年、1702年）より 山車：江戸中期（寛政8年頃、1796年）建造                                              | 郷土芸能保存会                                   | 1978年（昭和53年）4月27日  | 2014年3月31日、有形民俗文化財から切り替え         |
| 戸田祭りの山車行事と神明社山車                           | 祭り：江戸中期（元禄15年、1702年）より 山車：江戸中期（寛政8年頃、1796年）建造                                              | 戸田五之割神明社山車保存会                       | 1979年（昭和54年）1月24日  | 2014年3月31日、有形民俗文化財から切り替え         |
| 戸田祭りの山車行事と八幡社山車                           | 祭り：江戸中期（元禄15年、1702年）より 山車：江戸中期（寛政8年頃、1796年）建造                                              | 八幡社山車保存会                                 | 1980年（昭和55年）9月9日   | 2014年3月31日、有形民俗文化財から切り替え         |
| 戸田祭りの山車行事と天神社山車                           | 祭り：江戸中期（元禄15年、1702年）より からくり人形：江戸中期（寛政8年頃、1796年）製作                                      | 戸田祭りの山車行事と天神社山車保存会             | 1979年（昭和54年）1月24日  | 2014年3月31日、有形民俗文化財から切り替え         |
| 戸田祭りの山車行事と鈴宮社山車                           | 祭り：江戸中期（元禄15年、1702年）より からくり人形：江戸中期（寛政8年頃、1796年）製作                                      | 戸田三之割山車保存会                             | 1979年（昭和54年）1月24日  | 2014年3月31日、有形民俗文化財から切り替え         |
| 鳴海表方祭の山車行事と唐子車                             | 祭り：江戸中頃 山車：江戸末期建造                                                                                           | 相原町山車保存会                                 | 1985年（昭和60年）4月23日  | 2014年3月31日、有形民俗文化財から切り替え         |
| 大森天王祭の山車行事                                     | 祭り：江戸中頃 山車：不明                                                                                                   | 大森天王祭山車奉賛会                             | 2014年（平成26年）3月31日  |                                                   |
| 鳴海祭（裏方）の山車行事と丹下・北浦・花井・城之下の山車 | 祭り：江戸中頃 山車：江戸時代（丹下）、文政2年・1819年、（北浦）江戸時代（花井）、江戸時代（城之下）建造                    | 成海神社山車保存会                               | 2014年（平成26年）3月31日  |                                                   |
| 鳴海祭（表方）の山車行事と作町・根古屋・本街・中嶋の山車 | 祭り：江戸中頃 山車：天保8年・1837年（作町）、天保10年・1839年（根古屋）、嘉永元年・1848年（本街）、弘化3年・1846年（中嶋） | 作町町内会・根古屋町内会・本町町内会・下中町内会 | 2014年（平成26年）8月4日   |                                                   |
| 大森郷祭のオマント行事                                   | | 大森共存会                                       | 2015年（平成27年）3月23日  |                                                   |

## 記念物
| 種別       | 名称                   | 員数               | 時代                | 所有者又は管理者 | 指定年月日                 | 備考 |
| ---------- | ---------------------- | ------------------ | ------------------- | ---------------- | -------------------------- | ---- |
| 史跡       | 千鳥塚                 | 46平方メートル     | 江戸中期（貞享）    | 名古屋市         | 1977年（昭和52年）7月13日  |      |
| 史跡       | 刈跡塚（翁塚）         | 10平方メートル     | 江戸末期（安政3年） | 法蔵寺           | 1977年（昭和52年）7月13日  |      |
| 史跡       | 芭蕉最古の供養塔       | 12平方メートル     | 江戸中期（元禄）    | 法蔵寺           | 1977年（昭和52年）7月13日  |      |
| 史跡       | 守山瓢箪山古墳         | 1基                | 江戸末期（安政3年） | 名古屋市         | 1985年（昭和60年）8月20日  |      |
| 名勝       | 旧「年魚市潟」展望地   | 279.60平方メートル |                     | 白毫寺           | 1973年（昭和48年）10月15日 |      |
| 天然記念物 | 宝珠院のイヌナシ       | 2本                |                     | 宝珠院           | 1977年（昭和52年）7月13日  |      |
| 天然記念物 | 大乃伎神社のボダイジュ | 1樹                |                     | 大乃伎神社奉賛会 | 1978年（昭和53年）12月13日 |      |
| 天然記念物 | 村上社のクスノキ       | 1樹                |                     | 八幡社           | 1987年（昭和62年）6月12日  |      |